# Hoàng Văn Thái
Hoàng Văn Thái (1 de mayo de 1915 - 2 de julio de 1986), nacido como Hoàng Văn Xiêm, fue un general del Ejército Popular de Vietnam y una importante figura política. Su ciudad natal era Tây An, distrito de Tiền Hải, provincia de Thái Bình. Durante la ofensiva del Tết, fue el oficial norvietnamita de mayor rango en Vietnam del Sur (aunque su participación fue limitada, puesto que la ofensiva estaba dirigida y planificada desde el norte). Fue el primer jefe del Estado Mayor del Ejército Popular de Vietnam, así mismo fue responsable de las fuerzas militares clave en Vietnam del Norte. También fue jefe de Estado Mayor en la batalla de Điện Biên Phủ.

## Biografía
Hoàng Văn Thái (nacido Hoang Van Xem), nació el 1 de mayo de 1915 (o 1917 puesto que nació después que su hermano mayor, el cual nació en 1915), en el pueblo de An Khang (ahora Tay An, distrito de Tien Haí, provincia de Thai Binh). Su padre, Hoang Van Thuat, era profesor de Han Nom (un sistema de escritura logográfico utilizado anteriormente para escribir el idioma vietnamita).
Fue el tercero de siete hermanos, Hoàng Văn Thái se dedicó a estudiar y se graduó de una escuela primaria colonial franco-vietnamita, sin embargo, abandonó la escuela a los 13 años debido a las dificultades económicas de su familia;  A partir de ese momento tuvo que ponerse a trabajar, primero trabajó como barbero. A la edad de 15 años, fue influenciado por el movimiento comunista.
A los 18 años, mientras trabajaba en una mina en Hồng Gai en la provincia de Quảng Ninh, asistió a movimientos contra la injusticia de los dueños de las minas y posteriormente regresó a su ciudad natal en 1936.
En 1938 se unió al Partido Comunista de Indochina. Perseguido por las autoridades coloniales francesas, huyó a la República de China en 1941. Allí fue educado en una academia militar en Guilin. En 1944 regresó a Vietnam, donde fue empleado con fines de propaganda y de inteligencia del Việt Minh. En diciembre de 1945 se convirtió en jefe de Estado Mayor de las fuerzas de Việt Minh. En 1948 fue ascendido a mayor general. Poco antes del comienzo de la batalla de Điện Biên Phủ, fue despedido como jefe de Estado Mayor. Su sucesor fue Van Tien Dung.
En enero de 1948, Hoàng Văn Thái fue ascendido a uno de los primeros generales de Vietnam. El 31 de agosto de 1959 fue ascendido al grado de teniente general. En 1966 fue asignado como Comandante y Comisario Político de la Región Militar V. De 1967 a 1973, cuando fue destinado al sur, fue comandante del Frente Nacional de Liberación de Vietnam y el diputado COSVN. En la batalla de Loc Ninh fue comandante en jefe (27 de octubre de 1967 - 10 de diciembre de 1967), también durante la ofensiva del Tet (enero de 1968).
En abril de 1974, fue ascendido al rango de coronel general. Fue nombrado Viceministro de Defensa, Primer Vicejefe del Estado Mayor y miembro permanente del Comité Militar Central. En enero de 1980 fue ascendido a general de ejército. Fue miembro del Comité Central del Partido Comunista de Vietnam y delegado del VII Congreso del Partido. El 2 de julio de 1986 murió repentinamente tras un infarto en el Hospital Militar N.º 108 en Hanói.

## Vida militar

### Primeros años
En 1941, cuando se fundó el Việt Minh (forma abreviada para Việt Nam Ðộc Lập Ðồng Minh Hội; Literalmente. Liga para la independencia de Vietnam), se convirtió en comandante de escuadrón del Ejército de Salvación Nacional Bắc Sơn (Lạng Sơn). Bajo el sobrenombre de Quoc Binh, que significa "país pacífico", varios camaradas y él partieron para realizar un entrenamiento militar básico en Liuzhou, China.
A fines de 1943, se reunió con Ho Chi Minh, luego de ser liberado por el gobierno nacionalista chino de Chiang Kai-shek. Después de garduarse de la escuela militar regresó a Vietnam con un nuevo sobrenombre Hoang Van Thai (proviene de su ciudad natal Thái Bình, que también significa "pacífico"), se unió a la resistencia armada contra Japón y luego se unió a la Revolución de agosto contra Francia en 1945. También fue uno de los 34 soldados liderados por el general comunista Võ Nguyên Giáp que se reunieron el 22 de diciembre de 1944 para fundar la Unidad de Propaganda Armada para la Liberación Nacional que luego se convirtió en el Ejército Popular de Vietnam. Thai fue asignado a la propaganda y la agitación de masas de la nueva organización comunista.
En marzo de 1945, envió a un grupo de 100 miembros del Việt Minh al distrito de Cho Don, en la montañosa región del note de Vietnam. Para formar una base de operaciones en el área. Mientras tanto, los japoneses lideraron un golpe de Estado contra la autoridad francesa, (véase Ocupación japonesa de Indochina). Las unidades francesas se dispersaron y huyeron a China más tarde. Los cuadros del Việt Minh, con la ayuda de unidades regulares del Ejército Popular de Vietnam, formaron rápidamente una nueva autoridad clandestina aprovechando el vacío de poder dejado por la huida de los franceses. Posteriormente, recibió la orden de Võ Nguyên Giáp de entregar el área a los cuadros locales de Việt Minh y continuó dirigiendo a los miembros  del Việt Minh hasta Cho Chu, Tuyên Quang, apoyando y capacitando unidades de autodefensa y grupos de cuadros políticos.
En abril de 1945, la Reunión Militar del Norte determinó la fusión de varios grupos, incluido el Ejército Popular de Vietnam, en el Ejército de Liberación de Vietnam (Việt Nam Giải Phóng Quân). El Ejército de Liberación de Vietnam fue considerado como la fuerza principal del Việt Minh. Al mismo tiempo, se estableció en Tan Trao la escuela de resistencia político-militar japonesa (Trường Quân chính kháng Nhật). Thai fue asignado como el comandante principal a cargo de educar al personal del ejército para el Ejército de Liberación de Vietnam.

### La Guerra de Indochina
El 7 de septiembre de 1945, el presidente del Gobierno Provisional de la República Democrática de Vietnam, Ho Chi Minh ordenó la fundación de un Estado Mayor y nombró a Thai como Jefe del Estado Mayor. Bajo este mandato, Thai fue asignado como el primer Jefe del Estado Mayor del Ejército Popular de Vietnam. (1945-1953), por el presidente Ho Chi Minh del Gobierno Provisional a la edad de 30 años.
El 22 de mayo de 1946, la Guardia Nacional pasó a llamarse Ejército Nacional de Vietnam, convirtiéndose oficialmente en un ejército regular puesto bajo el control del Estado Mayor. Mientras tanto, aunque el acuerdo de Ho-Sainteny y el acuerdo provisional del 14 de septiembre se firmaron y estaban activos, los franceses presionaron por la fuerza al nuevo gobierno para que recuperara la Indochina francesa. Como Jefe del Estado Mayor del Ejército Nacional de Vietnam, Thai organizó al personal del ejército y estableció fuerzas armadas, así como paramilitares en el campo y fuerzas de defensa en las ciudades. A fines de 1946, se organizaron y entrenaron aproximadamente un millón de solados de milicia en preparación para la guerra, mientras que todos los medios diplomáticos fallaron.
Cuando las tropas francesas provocaron en Hải Phòng Thai comandó directamente el frente en Hải Phòng del 20 al 27 de noviembre de 1947. La Resistencia Nacional Vietnamita estalló en Hanói, Thai y Võ Nguyên Giáp fueron los que aprobaron los planes operativos del líder del frente de Hanói. Vuong Thua Vu. Los planes proponían un despliegue firme que impidiera que los franceses avanzaran, así como disminuir el número de tropas francesas en la ciudad en dos meses.
Después de desconcertar el intento francés, el 26 de agosto de 1947, se creó una División importante considerada División de la Independencia. El jefe de Estado Mayor Hoang Van Thai fue asignado como su comandante. Sin embargo, el 7 de octubre, los franceses lanzaron la Operación Léa atacando la base de Việt Bắc. Las unidades que se habían organizado para formar la División anteriormente tuvieron que dispersarse en pequeños grupos. Thai fue asignado para desempeñar un papel como comandante del frente de la Ruta Colonial 3. Finalmente, la Operación Lea resultó en un éxito limitado francés y una victoria estratégica vietnamita.

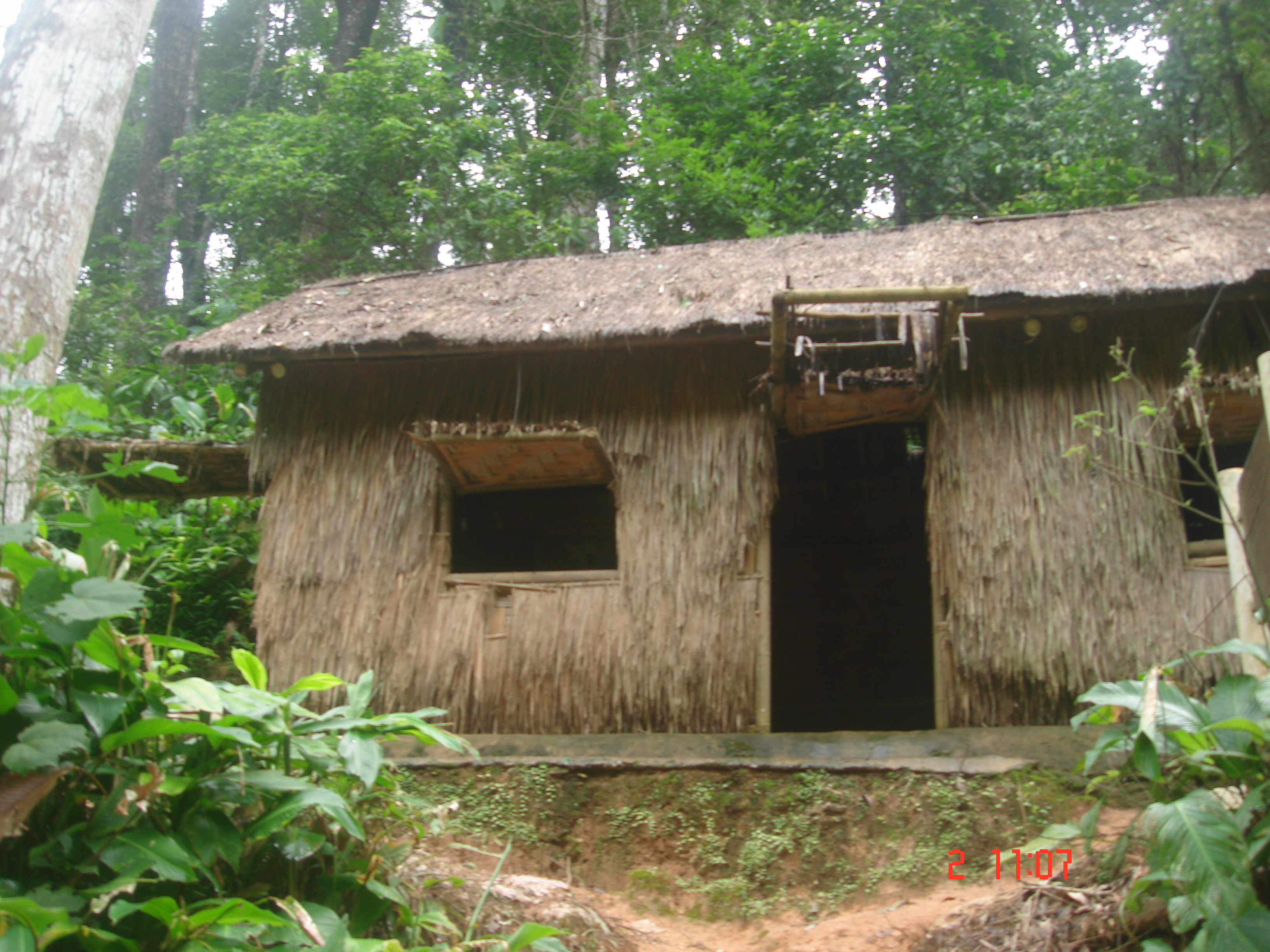
Choza donde el mayor general Hoang Van Thai estableció su cuartel general en la batalla de Dien Bien Phu

En enero de 1948, fue ascendido a mayor general, uno de los primeros generales de Vietnam, junto con: el general Vo Nguyen Giap, el teniente general Nguyen Binh y los mayores generales: Nguyen Son, Chu Van Tan, Hoang Sam, Tran Dai Nghia, Le Hien Mai, Van Tien Dung, Tran Tu Binh, Le Thiet Hung, Duong Van Duong (fallecido en 1946).
En 1950, fue nombrado jefe de Estado Mayor de la campaña de Fronteras y Comandante en Jefe en la Batalla de Dong Khe, que abrió dicha campaña.

#### Campañas de la Guerra de Indochina
Campañas de la Guerra de Indochina en las que participó Thai como jefe de Estado Mayor (con Võ Nguyên Giáp desempeñando el papel de comandante) en la Guerra de Indochina:
- Operación Léa, otoño-invierno de 1947.
- Batalla de Cao Bang, septiembre-octubre de 1950.
- Batalla de Vĩnh Yên, diciembre de 1950.
- Batalla de Hoang Hoa Tham, 1951.
- Batalla de Hà Nam Ninh, mayo de 1951.
- Batalla de Hòa Bình, diciembre de 1951.
- Batalla del Noroeste, septiembre de 1952.
- Batalla del Alto Laos, abril de 1953.
- Batalla de Dien Bien Phu, marzo a mayo de 1954.

#### Batalla de Dien Bien Phu
En 1953, el mayor general Van Tien Dung, entonces comandante de la 320.ª División, fue llamado a Việt Bắc para asumir el cargo de jefe de Estado Mayor. Thai fue asignado como subjefe de Estado Mayor. De hecho, fue nombrado jefe de Estado Mayor de la Campaña Especial de Điện Biên Phủ, asistente del Comandante en Jefe Võ Nguyên Giáp. El 26 de noviembre de 1953, dirigió a un grupo de miembros del Estado Mayor a Tây Bắc.
El 30 de noviembre de 1953, el grupo llegó a Nà Sản, allí ordenó al grupo que se detuviera para investigar las distintas fortificaciones que los franceses habían abandonado a principios de agosto. El grupo comenzó a hacer planes operativos un poco más tarde. El 12 de enero de 1954 llegó el grupo de Võ Nguyên Giáp.
Tras la victoria del Việt Minh en Dien Bien Phu, se firmó la paz en la Conferencia de Ginebra, que puso fin a 80 años de presencia francesa en Vietnam (véase Indochina francesa).

## Guerra de Vietnam
El 31 de agosto de 1959, fue una de las cuatro personas propuestas para el rango de coronel general, pero se negó. Finalmente fue ascendido al rango de Teniente General.
De 1960 a 1965 ocupó el cargo de presidente de la Comisión de Entrenamiento Físico y Deportes del Gobierno, que se dedicaba al entrenamiento militar de los reclutas vietnamitas.
En marzo de 1965, las primeras tropas estadounidenses fueron enviadas a Đà Nẵng, lo que marcó la aparición oficial de los estadounidenses en Vietnam del Sur. Vietnam del Norte decidió enviar a uno de sus oficiales superiores, más importantes al sur, tratando de equilibrar la situación. Thai fue asignado como comandante y comisario político de la Quinta Región Militar en 1966.
De 1967 a 1973 fue destinado al Sur, nombrado Comandante del Frente Nacional de Liberación de Vietnam (en vietnamita: Mặt Trận Giải Phóng Miền Nam Việt Nam), también conocido como Việt Cộng —denominación utilizada por Estados Unidos y sus aliados de Vietnam del Sur— y Subsecretario del COSVN la Oficina central para Vietnam del Sur (abreviado COSVN / ˈkɑːzvɪn /; en vietnamita: Văn phòng Trung ương Cục miền Nam), oficialmente conocida como el Comité Ejecutivo Central del Partido Revolucionario del Pueblo. El ejército de Estados Unidos lo llamó «tigre de tres patas», fue el comandante de más alto rango del norte en el sur durante los años de la guerra bajo el sobrenombre de Muoi Khang.
Durante este tiempo, fue el Comandante en Jefe durante la Primera Batalla de Loc Ninh (27 de octubre de 1967 - 10 de diciembre de 1967). También el 30 de enero de 1968, fue el principal comandante del Việt Cộng durante la ofensiva del Tet, en todo Vietnam del Sur, aunque bajo instrucciones del Norte.

## Posguerra
En 1974, fue ascendido al rango de coronel general y nombrado viceministro de Defensa y primer Vicejefe del Estado Mayor, así como miembro permanente del Comité Militar Central. Después de 1975, también se le propuso ser miembro del Politburó; a lo cual, se negó.
En enero de 1980, fue ascendido a general de ejército.
Fue miembro del III, IV y V Comité Central del Partido Comunista de Vietnam y miembro del VII Congreso.
El 2 de julio de 1986, murió repentinamente de un ataque al corazón en el Instituto Médico del Ejército N.º 108 antes de haber sido nombrado Ministro de Defensa, el primer presidente del Consejo de Seguridad Nacional de Vietnam (responsable de la seguridad nacional, asuntos internos y extranjeros). Sin embargo, el cargo fue rechazado y nunca ha estado activo desde su muerte), algunos consideraron este hecho como un asesinato, así como la muerte del general Lê Trọng Tấn en el mismo año de 1986. Aunque no se convirtió oficialmente en el séptimo ministro de defensa, Thai, de hecho había sido ministro en funciones antes de la transición de poder que debería haber ocurrido en diciembre de 1986.

## Familia
Su primera esposa fue Lương Thị Thanh Bình, oriunda de la provincia de Thái Binh, quien participó en actividades revolucionarias con Thai. Se casaron en 1939. A mediados de 1940, Thai fue capturado y puesto bajo custodia. Más tarde escapó con la ayuda de su esposa, luego huyó a Bắc Giang y usó un nombre falso para ocultarse. Perdieron el contacto hasta 1946. Tuvieron 2 hijos
Su segunda esposa fue Đàm Thị Loan, exteniente coronel de Thái en el Ejército Popular de Vietnam. Fue una de las tres mujeres soldados de la Unidad de Propaganda Armada para la Liberación Nacional original de Vietnam y estuvo en la guardia de honor izando la bandera del nuevo país independiente en la ceremonia de independencia celebrada en la plaza Ba Dinh el 2 de septiembre de 1945. Se casaron el 15 de septiembre de 1945. Tuvieron 6 hijos.
Hoang Van Thai hablaba mandarín con fluidez, además de ser competente en la escritura tradicional vietnamita llamada Han Nom, y era conocido por tener un buen dominio del Tày y del Nùng (dialectos vietnamitas). Sabía un poco de francés, ruso e inglés.

## Promociones
- Mayor General (Thiếu tướng; 1948)
- Teniente General (Trung tướng; 1958)
- Coronel General (Thượng tướng; 1974)
- General de Ejército (Đại tướng; 1980)

## Condecoraciones
Hoàng Văn Thái recibió a lo largo de su vida, las siguientes condecoraciones:
- Orden de la Estrella de Oro (otorgado de manera póstuma en 2007),
- Orden de Ho Chi Minh, 2.º grado
- Orden al Mérito Militar
- Resolución de orden de victoria
- Orden de la Independencia
- Orden de la Bandera Roja (Unión Soviética)
- Medalla por el fortalecimiento de la cooperación militar (Unión Soviética)
- Medalla Conmemorativa del 40.º Aniversario de la Victoria en la Gran Guerra Patria de 1941-1945 (Unión Soviética)
- Medalla de la Libertad (Laos)